# 大門通り (岡崎市)

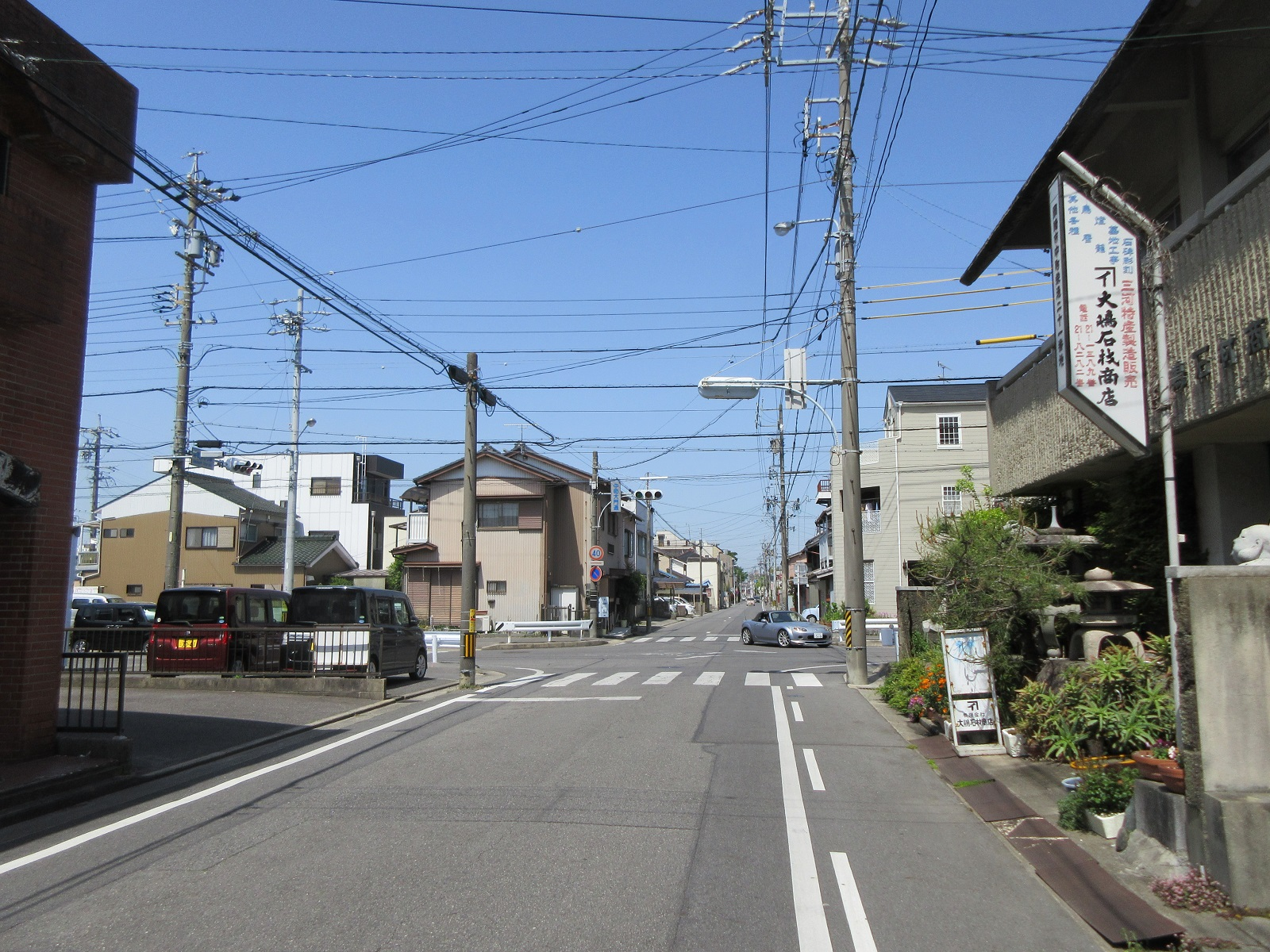
中町大門通交差点の付近

大門通り（おおもんどおり）とは、愛知県岡崎市中町を東西に通る道路の通称名である。

## 中町東遊郭
大門（おおもん）とは、遊郭に出入りする門のことで、中町にはかつて遊郭が存在した。大門通りは中町東遊郭の大門跡手前までを通る道の名残である。中町大門通交差点は大門の手前辺りに当たる。
1923年（大正12年）、板屋町･伝馬町の両遊郭から計36軒が中町に移転した。移転先は当時の中町字五反田で、岡崎市が組織した東遊廓土地株式会社が整備した場所であった。岡崎の遊郭は中町に集約され、柳暗花明･紅灯の巷を築いた。当時は名鉄名古屋本線東岡崎駅からここを終点とする定期バスの青バスが大門通りを運行していて活況であった。現在では遊郭こそ存在しないが、名鉄バス大樹寺線（中町循環）のバス停留所に「中町大門通」がある。
中町東遊郭内は西端に吾妻通り、東端に相生通りがそれぞれ南北を通り、東西の通りは北から順に羽衣通り･高砂通り･弥生通りと通りに名が付けられていた。遊郭街には風呂屋などの通俗的な施設も存在した。
しかし、名物遊郭も戦時中には廃止される。開業して20年ほどで、その華やかな雰囲気は幕を閉じた。替わって遊郭は軍需工場の工員の宿舎などに使用されていたが、それも戦災で焼失してしまう。
現在でも市販の地図等で岡崎市中町を見ると、中町7丁目で土地区画の形状が特殊になっていることに気づく。すなわち中町7丁目の区切りが中町東遊郭に当たる。但し、現在の中町7丁目と中町東遊郭の因果関係を探ろうとすることは困難である。遊郭の町並みは完全に消え失せて住宅地として一新している。残るのはその独特な区割りのみである。

## 交通規制
- 規制標識により、最高速度40km/時、駐車禁止に指定されている。
- 歩道はない。駐停車禁止路側帯あり。（別院前通りとの境目から明らかに道が少し狭くなる）

## 接続する路線
- 別院前通り（岡崎市）
- 小呂通り（岡崎市）

## 沿線・周辺
- 極楽寺
- 地蔵寺
- 丸石醸造
- 旧中町遊郭跡（岡崎市中町7丁目）

## 参考
- 『ふるさとの思い出写真集：明治・大正・昭和・岡崎』（岡崎地方史研究会）
- 『新編岡崎市史20（総集編）』（新編岡崎市史編さん委員会）